# KG-D6 – Гадімога
KG-D6  – Гадімога – система офшорних газопроводів біля узбережжя індійського штату Андхра-Прадеш, яка подає продукцію ряда родовищ на берегову установку підготовки в Гадімога.
Спорудження системи почалось в межах розробки родовищ D-1/D-3 та MA, видача газу з яких стартувала в 2009 році. При цьому в систему транспортування вирішили включити контрольно-ризерну платформу (Control & Riser Platform, CRP), розташовану в районі з глибинами у кілька десятків метрів. Опорну основу платформи вагою 9015 тон спорудили у Морган-Сіті (Луїзіана), після чого доправили на спеціальному судні до індонезійської верфі на острові Батам, а потім відбуксирували на баржі до місця монтажу.
Родовища, які знаходились у глибоководній зоні, де глибини досягали 1200 метрів, були під’єднані до CRP за допомою газопроводів діаметром по 600 мм:
- двониткового довжиною 14,5 км від маніфольду родовищ D-1/D-3;
- однониткового довжиною 30 км від плавучої установки з підготовки, зберігання та відвантаження «Dhirubhai-1», яка обслуговувала МА.
Від CRP газ транспортується на берегову установку підготовки Гадімога, для чого призначені три нитки довжиною по 30 км з діаметром 600 мм. Їх проходження через прибережну зону та північну ділянку дельти Годаварі облаштували у траншеї завдовжки 21 км з шириною 18 метрів, що починалась на глибині у 50 метрів. У спорудженні траншеї задіяли три земснаряди, при цьому фрезерні «Cyrus I» та «Orion» передусім забезпечили умови для проходження через устя та по руслу річки землесосного снаряду «Cornelis Zanen», що провів основну роботу з виїмки 8,5 млн м3 матеріалу. Після укладання трубопроводів та кабелів каменеукладальні судна «Cetus» та «Zeepaard» (останнє відноситься до понтонів та діє на мілководді) спорудили обабіч траншеї насипи, на які пішло 900 тисяч тон скельного матеріалу, після чого простір між насипами заповнив землесосний снаряд. Безпосередньо спорудження трубопроводів провели трубоукладальні судна «Audacia», «Lorelay» та «Tog Mor» (останнє також призначене для дій на мілководді).
З берегової установки у Гадімога блакитне паливо могло передаватись до потужного газопроводу Схід – Захід, а також через перемичку Гадімога – Одуру довжиною 30 км та діаметром 600 мм до газопроводу місцевого значення Татіпака – Какінада.
У 2018 – 2020 роках всі зазначені вище родовища були виведені з експлуатації через вичерпання запасів. Натомість почався запуск трьох інших груп родовищ блоку KG-D6:
- в грудні 2020-го пішла продукція з родовищ, відомих як R-Cluster, від маніфольду яких проклали трубопровід довжиною 54 км та діаметром 450 мм до платформи CRP. Роботи відбувались на глибинах до 1925 метрів і до них були залучені трубоукладальні судна «Audacia», «DLV 2000», «Lay Vessel 108» та «North Ocean 102» (окрім головного трубопровода також було потрібно прокласти цілий ряд допоміжних трубопроводів та шлангокабелів);
- у квітні 2021-го ввели в роботу родовища Satellite Cluster, які за проектом мали бути під’єднані до колишніх підводних виробничих центрів родовищ D-1/D-3 за допомогою кільцьового газопроводу довжиною 76 км та діаметром 350 мм;
- 2023-му розпочали видобуток з родовища MJ, яке знаходиться прямо під D-1/D-3 та використовує їх колишню інфраструктуру.